# 式田ティエン
式田 ティエン（しきた ティエン、1955年9月7日 -）は日本の小説家、推理作家。CMディレクター。日本アカデミー賞協会会員、日本推理作家協会会員。天田 式（あまだ しき）名義で時代小説を発表している。

## 経歴・人物
共同通信社社会部員の父と、元中学校教諭の母との間に埼玉県浦和市で生まれ、すぐに神奈川県横浜市に移住する。神奈川県立希望ヶ丘高等学校を卒業する。武蔵野美術大学造形学部芸能デザイン学科を卒業する。大学ではデザインを学ぶ。大学卒業後、森英恵グループ販促を経て、CM制作会社である日本天然色映画に入社、7年半にわたってCM演出家として活躍する。1987年、個人事務所を設立する。独立してからは、フリーランスのCMディレクターとして活躍している。
2002年、『沈むさかな』で第1回『このミステリーがすごい!』大賞優秀賞を受賞する。2003年、同作が刊行、小説家デビューを果たす。

## 作品リスト

### 単著

#### 式田ティエン 名義
- 沈むさかな（宝島社 2003年3月 / 2004年6月 宝島社文庫）
- 月が100回沈めば（2006年6月 宝島社 / 2008年6月 宝島社文庫）
- 湘南ノート（2009年10月 宝島社）
  - 【改題】湘南ミステリーズ（2011年8月 宝島社文庫）

#### 天田式 名義
- 残る虫 百姓米蔵仇討ち千里（2014年5月 宝島社文庫）

### アンソロジー
「」内が式田ティエン/天田式の作品
- 10分間ミステリー（2012年2月 宝島社文庫）「セブンスターズ、オクトパス」 - 式田ティエン名義
- もっとすごい！ 10分間ミステリー（2013年5月 宝島社文庫）「ほおずき」 - 天田式名義
- 5分で読める！ ひと駅ストーリー 冬の記憶 東口編（2013年12月 宝島社文庫）「綿虫」 - 天田式名義
- 5分で凍る！ ぞっとする怖い話（2015年5月 宝島社文庫）「セブンスターズ、オクトパス」 - 式田ティエン名義